# Pozonia dromedaria
Pozonia dromedaria är en spindelart som först beskrevs av O. Pickard-Cambridge 1893.  Pozonia dromedaria ingår i släktet Pozonia och familjen hjulspindlar. Inga underarter finns listade i Catalogue of Life.